# Alberto Aquilani
Alberto Aquilani, né le 7 juillet 1984 à Rome, est un footballeur international italien qui évolue au poste de milieu de terrain du début des années 2000 à la fin des années 2010 devenu entraîneur.

## Biographie

### En club

#### Débuts à Rome
Alberto Aquilani a été formé à l'AS Rome. Son 1er match en Série A a lieu lors de la saison 2002-2003 face au Torino FC (3-1), ce sera son seul match avec la Roma cette saison-là.
Il a été prêté lors de la saison suivante (2003-2004) à la Triestina, club de Série B.
Avec un bilan à la Triestina de 41 matchs joués et 4 buts, ajoutés à son impact sur le jeu, Aquilani revient à l'AS Rome comme un grand espoir du football italien.
De retour à la Roma il devient vite un élément indispensable dans la stratégie mise en place par Luciano Spalletti, (entraineur du club de 2005 à 2009).
Son début de saison 2006-2007 démarre de façon tonitruante, lors de la Supercoupe d'Italie perdue face à l'Inter Milan (4-3) il marque un doublé.
Face à l'AC Milan à San Siro, il réalise un match incroyable, au terme d'une action très fluide avec Mancini, il distribue un ballon en or pour Totti qui ne se fait pas prier pour marquer. Victoire 1 but à 2.
Le 25 novembre 2006 alors très en forme, il se blesse au genou en voulant récupérer un ballon de Taddei, le bilan est dur, il est absent six mois.
Après un brillant Euro espoirs Aquilani se montre très en forme en début de championnat (2007-2008) après avoir pris sa revanche sur l'Inter Milan en Supercoupe d'Italie, il marque lors des 2 premières journées de championnat face à Palerme et Sienne deux puissantes frappes lointaines qui vont se loger respectivement sous la barre et dans la lucarne.
Lors du match Manchester United-AS Rome, il se blesse, trois mois d'indisponibilité. Il rechausse les crampons en janvier 2008 et le 24 mai gagne la coupe d'Italie nouvelle version, face à l'Inter Milan dans l'unique finale au stadio Olimpico de Rome.
En 2008-2009, une série de problèmes physiques le tiennent éloigné des terrains tout au long de la saison.

#### Liverpool
Il est transféré à Liverpool, à la suite du départ de Xabi Alonso au Real Madrid, le 5 août 2009, pour une durée de cinq ans et un montant avoisinant les 24 millions d'euros.

#### Retour en Italie
Après une saison marquée par les blessures et en manque de temps de jeu, Aquilani, surnommé Il Principino, est prêté pour un an lors de la saison 2010-2011 à la Juventus, avec option d'achat fixée à 21 millions d'euros. Il démontre rapidement qu'il est redevenu le joueur que l'on a connu avec la Roma et que son entraineur peut lui faire confiance.
Le 30 juin 2011, Liverpool et la Juventus n'ayant pas trouvé d'accord, la faute à une option d'achat jugée trop élevée par les dirigeants de la Vieille Dame, il revient à Liverpool.
Le 24 août 2011, il est prêté par Liverpool au tout frais champion d'Italie, l'AC Milan avec option d'achat. Après avoir pris part à 31 matchs toutes compétitions confondues (un but), le club milanais annonce que l'option d'achat n'est pas levée, et Aquilani réintègre donc l'effectif des Reds à l'issue de la saison. 
Le 3 août 2012, il signe un contrat de trois ans avec la Fiorentina.

#### Sporting Portugal
Le 6 août 2015, il s'engage avec le Sporting Portugal.

#### Nouveau retour en Italie
Le 25 août 2016, Alberto Aquilani quitte le Portugal pour retrouver l'Italie. Il signe un contrat d'un an avec Pescara, promu en Serie A.
Le 3 janvier 2017, il est prêté par Pescara à l'US Sassuolo jusqu'à la fin de la saison 2016-2017.

#### Las Palmas et retraite sportive
Le 25 août 2017, il signe pour deux ans avec l'UD Las Palmas en D1 espagnole.
Sans club depuis l'été 2018, Aquilani prend sa retraite en 2019.

### En sélection
Aquilani porte le maillot de sa sélection dès les moins de 15 ans avec Belotti, Mantovani, Lodi et Scurto. Il remporte le Championnat d'Europe des moins de 19 ans 2003. Il est l'homme à tout faire du milieu de terrain. Déterminant, il joue tous les matchs et inscrit le but décisif contre la Norvège lors du premier match (1-0). Il s'impose comme la plaque tournante de l'équipe. À cause d'une blessure musculaire, il ne sera pas à l'Euro espoir de 2006.
Sa première cape en A a lieu le 15 novembre 2006, à 22 ans, il entre en seconde période face à la Turquie (1-1). Ce match amical fut disputé à Bergame en hommage à l'emblématique Giacinto Facchetti décédé 1 mois avant.
En 2007, après une longue blessure, il participe à l'Euro espoir, mais l'Italie est éliminée au 1er tour. Alberto Aquilani a marqué 2 buts.
Roberto Donadoni le convoque pour disputer l'Euro 2008. Lors du 3e match de poule il rentrera contre la France (victoire 2-0) et sera titulaire lors du quart de finale perdu face à l'Espagne (0-0) (4-2 T.A.B.).
Lors de la rencontre comptant pour les éliminatoires de la Coupe du monde 2010 opposant l'Italie au Monténégro (mercredi 15 octobre 2008), Alberto Aquilani marque les 2 buts de la squadra azzurra (2-1), ses 2 premiers buts en sélections.
Après 21 mois qu'il n'a plus été appelé en sélection italienne (contre le Brésil en février 2009) à la suite de ses nombreuses blessures en club, Alberto Aquilani rebondit avec la Juventus et enchaîne les bons match, Cesare Prandelli, nouveau sélectionneur italien lui fait confiance face à la Roumanie en amical le 17 novembre 2010 en le titularisant.
Le 10 août 2011, Aquilani marque le but de la victoire de l'Italie face à l'Espagne (2-1) lors d'un match amical qui se déroula à Bari.
Le 31 mai 2013, il participe à la victoire écrasante de l'Italie en marquant le quatrième et dernier but de la rencontre contre Saint-Marin. 
Il sera par la suite sélectionné par Prandelli pour participer à la coupe des confédérations.

## Statistiques
| Saison     | Club                | Championnat | Championnat | Championnat | Championnat | Coupe nationale | Coupe nationale | Coupe nationale | Coupe de la Ligue | Coupe de la Ligue | Coupe de la Ligue | Supercoupe | Supercoupe | Supercoupe | Compétition(s) continentale(s) | Compétition(s) continentale(s) | Compétition(s) continentale(s) | Compétition(s) continentale(s) | Total | Total | Total |
| Saison     | Club                | Division    | M.          | B.          | P.d.        | M.              | B.              | P.d.            | M.                | B.                | P.d.              | M.         | B.         | P.d.       | Comp.                          | M.                             | B.                             | P.d.                           | M.    | B.    | P.d.  |
| 2001-2002  | AS Rome             | Serie A     | 0           | 0           | 0           | -               | -               | -               | -                 | -                 | -                 | -          | -          | -          | -                              | -                              | -                              | -                              | 0     | 0     | 0     |
| 2002-2003  | AS Rome             | Serie A     | 1           | 0           | 0           | 1               | 0               | -               | -                 | -                 | -                 | -          | -          | -          | -                              | -                              | -                              | -                              | 2     | 0     | 0     |
| 2004-2005  | AS Rome             | Serie A     | 29          | 0           | 0           | 4               | 0               | -               | -                 | -                 | -                 | -          | -          | -          | C1                             | 5                              | 0                              | 0                              | 38    | 0     | 0     |
| 2005-2006  | AS Rome             | Serie A     | 24          | 3           | 3           | 2               | 2               | -               | -                 | -                 | -                 | -          | -          | -          | C3                             | 8                              | 1                              | 2                              | 34    | 6     | 5     |
| 2006-2007  | AS Rome             | Serie A     | 13          | 1           | 1           | 3               | 0               | -               | -                 | -                 | -                 | 1          | 2          | 0          | C1                             | 5                              | 0                              | 0                              | 22    | 3     | 1     |
| 2007-2008  | AS Rome             | Serie A     | 21          | 3           | 0           | 4               | 1               | -               | -                 | -                 | -                 | 1          | 0          | 0          | C1                             | 5                              | 0                              | 0                              | 31    | 4     | 0     |
| 2008-2009  | AS Rome             | Serie A     | 14          | 2           | 1           | 1               | 0               | -               | -                 | -                 | -                 | 1          | 0          | 0          | C1                             | 4                              | 0                              | 0                              | 20    | 2     | 1     |
| Sous-total | Sous-total          | Sous-total  | 102         | 9           | 5           | 17              | 3               | -               | -                 | -                 | -                 | 3          | 2          | 0          | -                              | 27                             | 1                              | 2                              | 149   | 15    | 7     |
| 2003-2004  | US Triestina (prêt) | Serie B     | 41          | 4           | 11          | -               | -               | -               | -                 | -                 | -                 | -          | -          | -          | -                              | -                              | -                              | -                              | 41    | 4     | 11    |
| Sous-total | Sous-total          | Sous-total  | 41          | 4           | 11          | -               | -               | -               | -                 | -                 | -                 | -          | -          | -          | -                              | -                              | -                              | -                              | 41    | 4     | 11    |
| 2009-2010  | Liverpool FC        | PL          | 18          | 1           | 6           | 2               | 0               | 0               | 1                 | 0                 | 0                 | -          | -          | -          | C1+C3                          | 2+3                            | 0+1                            | 0                              | 26    | 2     | 6     |
| août 2010  | Liverpool FC        | PL          | 0           | 0           | 0           | -               | -               | -               | -                 | -                 | -                 | -          | -          | -          | C3                             | 2                              | 0                              | 0                              | 2     | 0     | 0     |
| Sous-total | Sous-total          | Sous-total  | 18          | 1           | 6           | 2               | 0               | 0               | 1                 | 0                 | 0                 | -          | -          | -          | -                              | 7                              | 1                              | 0                              | 28    | 2     | 6     |
| 2010-2011  | Juventus FC (prêt)  | Serie A     | 33          | 2           | 5           | 1               | 0               | 0               | -                 | -                 | -                 | -          | -          | -          | -                              | -                              | -                              | -                              | 34    | 2     | 5     |
| 2011-2012  | AC Milan (prêt)     | Serie A     | 23          | 1           | 6           | 1               | 0               | 0               | -                 | -                 | -                 | -          | -          | -          | C1                             | 7                              | 0                              | 1                              | 31    | 1     | 7     |
| Sous-total | Sous-total          | Sous-total  | 56          | 3           | 11          | 2               | 0               | -               | -                 | -                 | -                 | -          | -          | -          | -                              | 7                              | 0                              | 1                              | 65    | 3     | 12    |

## Palmarès
- Vainqueur de l'Euro des -19 ans : 2003
- Vainqueur de la Coupe d'Italie : 2007
- Vainqueur de la Supercoupe d'Italie: 2007
- Vainqueur de la Coupe d'Italie : 2008